# Ljubytino
Ljubytino (russisch Любы́тино) ist eine Siedlung städtischen Typs in der Oblast Nowgorod in Russland mit 2807 Einwohnern (Stand 14. Oktober 2010).

## Geographie
Der Ort liegt knapp 130 km Luftlinie ostnordöstlich des Oblastverwaltungszentrums Weliki Nowgorod an der Msta, einem Zufluss des Ilmensees.
Ljubytino ist Verwaltungszentrum des Rajons Ljubytinski sowie Sitz der Landgemeinde Ljubytinskoje selskoje posselenije, zu außerdem 164 Dörfer gehören. Deren größtes, das zehn Kilometer südöstlich gelegene Sarubino, hat über 1000 Einwohner, nur sechs weitere Dörfer hatten bei der letzten Volkszählung 2010 über 100 Einwohner, wogegen etwa 50 keine sowie mehr als 50 Dörfer unter zehn ständige Einwohner hatten.

## Geschichte
Der Ort soll der Legende nach bereits 947 unter der Kiewer Regentin Olga gegründet worden sein, wurde jedoch erst Anfang der 1580er-Jahre erstmals als Prokopjewski urkundlich erwähnt, das zur Gemeinde gehörende Bor am gegenüberliegenden Ufer unter dem Namen Belski schon 1495. Später wurde die gesamte Ortschaft als Beloje bezeichnet.
Das Dorf Beloje wurde am 3. April 1924 Sitz einer Wolost des Ujesds Borowitschi des Gouvernements Nowgorod, die am 18. Juli 1927 in den Belski rajon umgewandelt wurde. Am 11. März 1931 erfolgte die Umbenennung in Ljubytino, und des Rajons entsprechend in Ljubytinski. Das ursprünglich Ljubytino genannte, zehn Kilometer südöstlich bei Sarubino gelegene Dorf erhielt den Namen Artjomowski, heute Artjom. Grund für die Umbenennungen war die Eröffnung des Bahnhofs Ljubytino als vorläufiger Endpunkt einer neu gebauten Eisenbahnstrecke bei Beloje 1929.
Am 23. Juli 1965 erhielt der Ort den Status einer Siedlung städtischen Typs.

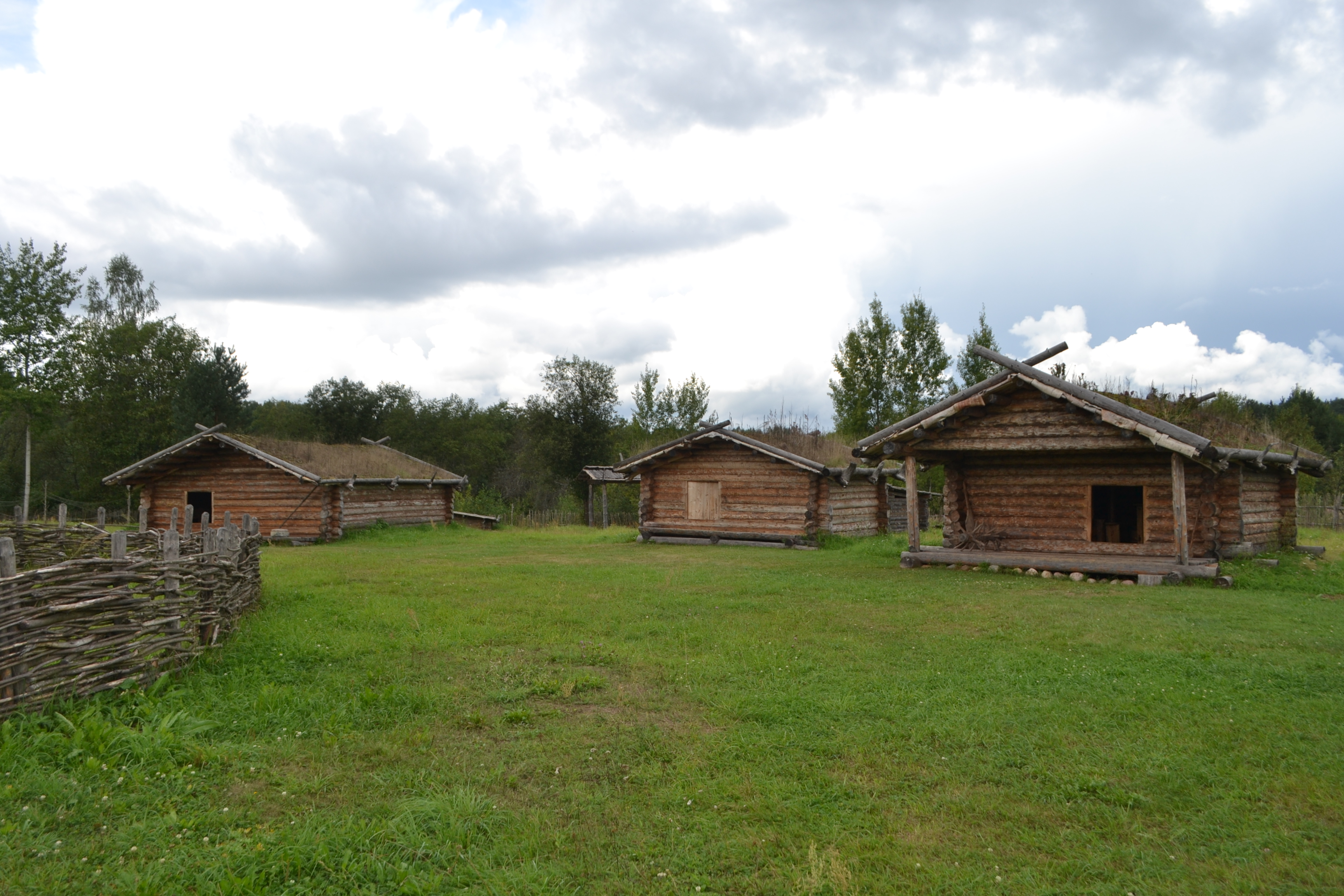
Nachbau eines slawischen Dorfes aus dem 10. Jahrhundert in Ljubytino
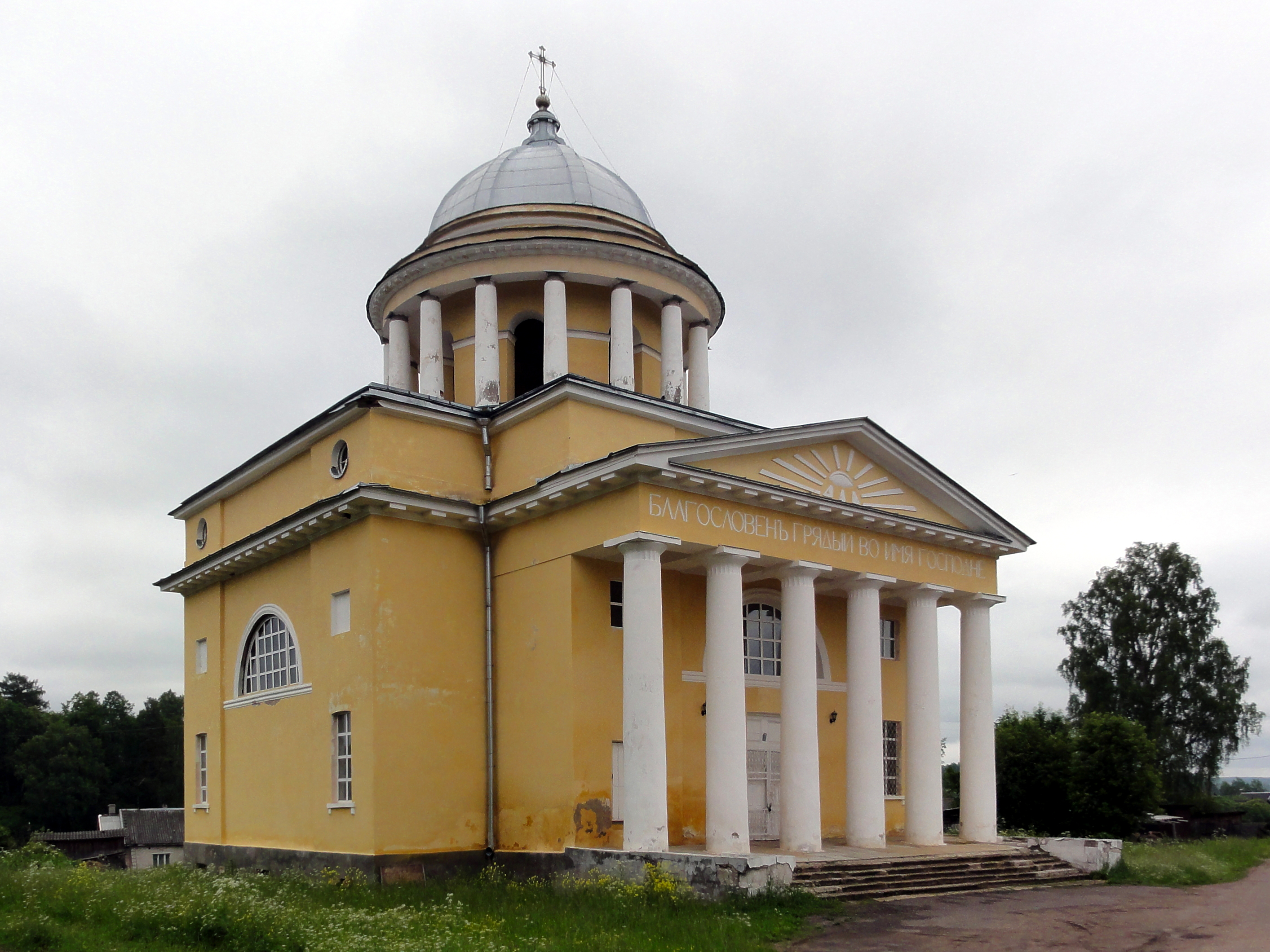
Mariä-Entschlafens-Kirche im Gemeindeteil Bor

### Bevölkerungsentwicklung
| Jahr | Einwohner |
| ---- | --------- |
| 1939 | 718       |
| 1959 | 1551      |
| 1970 | 2334      |
| 1979 | 2636      |
| 1989 | 3474      |
| 2002 | 3300      |
| 2010 | 2807      |

Anmerkung: Volkszählungsdaten

## Verkehr
Ljubytino besitzt einen Bahnhof bei Kilometer 62 der 1929 bis dort und 1942 weiter in Richtung Norden eröffneten Eisenbahnstrecke von Okulowka (an der Strecke Sankt Petersburg – Moskau) nach Neboltschi (an der Strecke Sankt Petersburg – Sonkowo – Moskau).
Durch die Siedlung verläuft die Regionalstraße 49K-13,  die aus dem 50 km entfernten südöstlich benachbarten Rajonzentrum Borowitschi kommend weiter nach Westen über Malaja Wischera zur gut 100 km entfernten föderalen Fernstraße M10 Moskau – Sankt Petersburg führt. Ins östlich benachbarte Chwoinaja führt die 49K-0720, in südlicher Richtung nach Okulowka die 49K-1232. Nach Norden folgt die 49K-08 der Bahnstrecke nach Neboltschi, verläuft dann weiter zur Grenze der Oblast Leningrad und dort als 41K-031 in Richtung Boksitogorsk und zur knapp 90 km entfernten A114 Sankt Petersburg – Wologda.